# 1000-km-Rennen von Dijon 1980

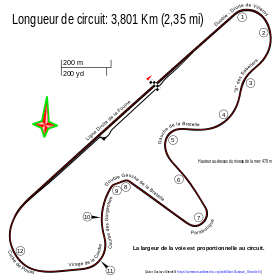
Streckenlayout des Circuit de Dijon-Prenois 1980

Das 1000-km-Rennen von Dijon 1980, auch Championnat du Monde des Marques, 1000 km Dijon, Circuit Dijon-Prenois, fand am 28. September auf dem Circuit de Dijon-Prenois statt und war der 16. und letzte Wertungslauf der Sportwagen-Weltmeisterschaft dieses Jahres.

## Das Rennen
Schon vor dem Start zum 1000-km-Rennen von Dijon waren alle Titelentscheidungen in der Sportwagen-Weltmeisterschaft gefallen. John Paul senior gewann die World-Challenge der Langstreckenfahrer und Lancia zum ersten Mal in der langen Motorsportgeschichte des italienischen Kraftfahrzeugherstellers die Marken-Weltmeisterschaft. Dichter Nebel über der Strecke verhinderte einen termingerechten Rennstart und sorgte für eine Verkürzung der Fahrzeit auf knapp 4 ½ Stunden. Die Veranstaltung endete mit dem Gesamtsieg von Henri Pescarolo und Jürgen Barth auf einem Porsche 935/77A, die mit dem Vorsprung von zwei Runden auf die Marken- und Typenkollegen Claude Haldi und Bernard Béguin durchs Ziel gingen.
Es war nach den beiden 1000-km-Rennen angesetzten Ausgaben 1973 und 1978 der dritte und letzte Weltmeisterschaftslauf auf dem Circuit de Dijon-Prenois.

## Ergebnisse

### Schlussklassement
| 1                  | Gr. 5 + 2.0 | 1  | Sportwagen                     | Henri Pescarolo Jürgen Barth                            | Porsche 935/77A        | 180 |
| 2                  | Gr. 5 + 2.0 | 3  | Haldi Meccarillos              | Claude Haldi Bernard Béguin                             | Porsche 935/77A        | 178 |
| 3                  | S           | 4  | Société ROC                    | Jean-Claude Justice Victor Chelli                       | Chevron B36            | 177 |
| 4                  | Gr. 5 + 2.0 | 20 | Charles Ivey Racing            | John Cooper Dudley Wood                                 | Porsche 935K3          | 173 |
| 5                  | S           | 14 | Société ROC Yacco              | Noël del Bello René Boccard                             | Lola T298              | 173 |
| 6                  | S           | 8  | Zol Auto                       | François Sérvanin Laurent Ferrier                       | BMW M1                 | 172 |
| 7                  | S           | 7  | Société ROC Yacco              | Bruno Sotty Gérard Cuynet                               | Chevron B36            | 171 |
| 8                  | S           | 19 | Chuck Graemiger Yacco          | Daniel Brillat Valentin Bertapelle                      | Cheetah G602           | 168 |
| 9                  | Gr. 5 2.0   | 26 | Willy F Racing                 | Preben Kristoffersen Kurt Elgaard                       | BMW 320i               | 166 |
| 10                 | Gr. 5 + 2.0 | 37 | Christian Bussi Denver         | Christian Bussi Bernard Salam                           | Porsche 935            | 166 |
| 11                 | GT          | 44 | Richard Cleare Racing Autofarm | Richard Cleare Tony Dron                                | Porsche 934            | 162 |
| 12                 | GT          | 28 | Angelo Pallavicini Lubrifilm   | Angelo Pallavicini Neil Crang                           | Porsche 934            | 160 |
| 13                 | GT          | 27 | Georges Bourdillat             | Roland Ennequin Georges Bourdillat Alain-Michel Bernard | Porsche 934            | 155 |
| 14                 | S           | 36 | WM Secateva Esso               | Roger Dorchy Jean-Daniel Raulet                         | WM P79/80              | 154 |
| 15                 | Gr. 5 2.0   | 25 | Giuseppe Piazzi                | Giuseppe Piazzi Sandro Cinotti Leandro La Vecchia       | Fiat X1/9              | 144 |
| Nicht klassiert    |             |    |                                |                                                         |                        |     |
| 16                 | Gr. 5 2.0   | 34 | Richard Jenvey                 | Richard Jenvey Lawrie Hickman                           | Lotus Esprit S1        | 84  |
| Ausgefallen        |             |    |                                |                                                         |                        |     |
| 17                 | Gr. 5 + 2.0 | 21 | Weralit Racing Team            | Edgar Dören Jürgen Lässig Gerhard Holup                 | Porsche 935K3          | 155 |
| 18                 | GT          | 39 | Raymond Touroul Total          | Raymond Touroul Francis Bondil                          | Porsche 911 Carrera RS | 144 |
| 19                 | S           | 12 | Georges Morand                 | Jacques Boillat Hans-Georg Bürger Georges Morand        | Lola T296              | 121 |
| 20                 | S           | 41 | David Mercer                   | David Mercer Mike Chittenden                            | Vogue SP2              | 118 |
| 21                 | S           | 42 | Nick Faure Vandervell          | Richard Jones Nick Faure                                | De Cadenet Lola LM     | 87  |
| 22                 | S           | 40 | Hubert Striebig BP             | Hubert Striebig Anne-Charlotte Verney                   | TOJ SM01               | 77  |
| 23                 | S           | 9  | Société ROC Yacco              | Marc Sourd Xavier Mathiot                               | Lola T298              | 68  |
| 24                 | S           | 2  | Siegfried Brunn Casa           | Siegfried Brunn Derek Bell Steve O’Rourke               | Porsche 908/3          | 66  |
| 25                 | Gr. 5 2.0   | 23 | Lundgårdh Dinitrol Center      | Jan Lundgårdh Eberhard Braun Fritz Glatz                | Porsche 935 Li         | 54  |
| 26                 | S           | 5  | Torino Squadra Corse           | Lella Lombardi Vittorio Brambilla                       | Osella PA8             | 2   |
| Nicht gestartet    |             |    |                                |                                                         |                        |     |
| 27                 | S           | 6  | Jean-Marie Lemerle             | Jean-Marie Lemerle Alain Levié Max Cohen-Olivar         | Lola T298              | 1   |
| 28                 | Gr. 5 2.0   | 22 | Geeraerts-Berenger Yacco       | Jacques Berenger Charles Geeraerts                      | BMW 320i               | 2   |
| Nicht qualifiziert |             |    |                                |                                                         |                        |     |
| 29                 | S           | 10 | Michel Elkoubi                 | Michel Elkoubi Michel Lateste                           | Osella PA8             | 3   |
| 30                 | GT          | 30 | Christian Bussi Denver         | Jacques Guérin Fréderic Alliot Gilles Sagne             | Porsche 934            | 4   |
| 31                 | Gr. 3       | 31 | Roland Ennequin                | Roland Ennequin Georges Bourdillat                      | Porsche 930            | 5   |
| 32                 | Gr. 3       | 32 | Jean-Henri Dubreuil            | Jean-Henri Dubreuil Robert Boubet Raymond Touroul       | Porsche 911SC          | 6   |
| 33                 | GT          | 38 | Thierry Perrier Rubson         | Thierry Perrier Roger Carmillet                         | Porsche 911SC          | 7   |
| 34                 | GT          | 43 | Louis Meznarie GPA             | Claude Percy Georges Cloléry                            | Porsche 911 Carrera RS | 8   |

1 Motorschaden im Training
2 nicht gestartet
3 nicht qualifiziert
4 nicht qualifiziert
5 nicht qualifiziert
6 nicht qualifiziert
7 nicht qualifiziert
8 nicht qualifiziert

### Nur in der Meldeliste
Hier finden sich Teams, Fahrer und Fahrzeuge, die ursprünglich für das Rennen gemeldet waren, aber aus den unterschiedlichsten Gründen daran nicht teilnahmen.
| Pos. | Klasse    | Nr. | Team                    | Fahrer                                            | Chassis                      |
| ---- | --------- | --- | ----------------------- | ------------------------------------------------- | ---------------------------- |
| 35   | S         | 5   | Jean-Philippe Grand JVC | Jacques Heuclin Yves Courage Francois Calmels     | Chevron B36                  |
| 36   | S         | 11  | Rolando Vaglio          | Rolando Vaglio Silvio Vaglio                      | Osella PA1B                  |
| 37   | S         | 15  | Gian Piero Gatti        | Gian Piero Gatti Angelo Bottazzini Mario Tacchini | Chevron B36                  |
| 38   | S         | 16  | Alain de Cadenet        | Alain de Cadenet                                  | De Cadenet Lola DLM          |
| 39   | S         | 17  | Scuderia Escolette      | Renzo Zorzi Marco Capoferri Luigi Moreschi        | Capoferri M1                 |
| 40   | S         | 18  | Scuderia Escolette      | Franco Forini Maurizio Cavallo                    | Osella PA8                   |
| 41   | Gr. 5 2.0 | 24  | Jolly Club              | Martino Finotto Carlo Facetti                     | Lancia Beta Montecarlo Turbo |
| 42   | GT        | 29  | Garage du Bac           | Jacques Guérin Fréderic Alliot                    | BMW M1                       |
| 43   | Gr. 3     | 32  | Jean-Henri Dubreuil     | Jean-Henri Dubreuil Robert Boubet                 | Porsche 911 Carrera RS       |
| 44   | Gr. 3     | 33  | Yvon Tapy               | Renaud Laverre Yvon Tapy                          | BMW 2002 Ti                  |
| 45   | Gr. 3     | 34  | Hervé Bayard            | Hervé Bayard Bardal                               | Ford Escort RS 2000          |
| 46   | Gr. 3     | 35  | Denis Muller            | Denis Muller                                      | Triumph Dolomite Sprint      |

### Klassensieger
| Klasse      | Fahrer               | Fahrer        | Fahrzeug        | Platzierung im Gesamtklassement |
| ----------- | -------------------- | ------------- | --------------- | ------------------------------- |
| S           | Jean-Claude Justice  | Victor Chelli | Chevron B36     | Rang 3                          |
| Gr. 5 + 2.0 | Henri Pescarolo      | Jürgen Barth  | Porsche 935/77A | Gesamtsieg                      |
| Gr. 5 2.0   | Preben Kristoffersen | Kurt Elgaard  | BMW 320i        | Rang 9                          |
| GT          | Richard Cleare       | Tony Dron     | Porsche 934     | Rang 11                         |

### Renndaten
- Gemeldet: 46
- Gestartet: 26
- Gewertet: 16
- Rennklassen: 4
- Zuschauer: unbekannt
- Wetter am Renntag: leichter Regen
- Streckenlänge: 3,801 km
- Fahrzeit des Siegerteams: 4:25:35,230 Stunden
- Gesamtrunden des Siegerteams: 180
- Gesamtdistanz des Siegerteams: 684,000 km
- Siegerschnitt: 154,526 km/h
- Pole Position: Vittorio Brambilla – Osella PA8 (#5) – 1:18,620 = 174,002 km/h
- Schnellste Rennrunde: Edgar Dören – Porsche 935K3 (#41) – 1:21,160 = 168,556 km/h
- Rennserie: 15. Lauf zur Sportwagen-Weltmeisterschaft 1980